# Nesthy Petecio
Nesthy Petecio est une boxeuse philippine née le 11 avril 1992 à Santa Cruz, Davao du Sud, Philippines. 

## Carrière
En 2019, elle devient championne du monde de boxe amateur en dominant Liudmila Vorontsova en finale.
Elle dédicace sa médaille d'argent des Jeux olympiques d'été de 2020 à la communauté LGBT+ et ajoute : « Je suis fière de faire partie de la communauté LGBT+. Ce combat est aussi pour la communauté LGBT+. »
Elle est nommée porte-drapeau de la délégation philippine aux Jeux olympiques d'été de 2024 en compagnie de Carlo Paalam.

## Palmarès
- Vice-championne du monde de boxe amateur 2014 dans la catégorie des poids plumes
- Championne du monde de boxe amateur 2019 dans la catégorie des poids plumes
- Jeux Olympiques d'été de 2020 dans la catégorie des poids plumes
- Jeux Olympiques d'été de 2024 dans la catégorie des poids plumes